# Турнір шести націй

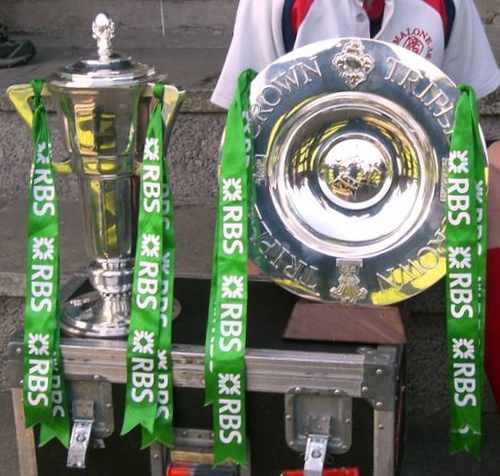
Кубок шести націй та потрійна корона

Турнір шести націй — найпрестижніший європейський регбійний турнір збірних команд, в якому беруть участь збірні Англії, Уельсу, Шотландії, Ірландії, Франції та Італії. Турнір проводиться щороку в лютому-квітні в одне коло. Збірні, які є господарями поля в матчах з іншими одного року, наступного року проводять гру з тим же супротивником на виїзді.
Турнір є спадкоємцем Турніру п'яти націй, який, у свою чергу, є спадкоємцем Турніру домашніх націй, першого регулярного чемпіонату збірних команд у північній півкулі.
Переможець турніру 2021 року — збірна Уельсу, яка виграла чотири з п'яти матчів.

## Формат

Мапа розташування учасників турніру

Турнір проводиться щороку, кожна з команд зустрічається з кожною іншою один раз, перевага домашнього поля чергується з року в рік. За перемогу команда отримує два очки, за нічию — одне, за програш — жодного. На відміну від багатьох інших регбійних турнірів система бонусів не застосовується.
До сезону 1994 команди, якщо найбільшу кількість очок набирали дві або більше команд, вони всі оголошувалися переможцями. З 1994 враховується різниця ігрових очок. Якщо вона однакова, переможцем оголошується команда, що здійснила більше спроб. Тільки, коли всі ці показники однакові, перемогу ділять. Практично, станом на січень 2010 різниці ігрових очок вистачало.
Коли команда виграє всі ігри впродовж одного сезону, говорять, що вона здійснила «великий шолом». 5 разів в історії турніру команди здійснювали великий шолом два роки поспіль: Уельс (сезони 1908 та 1909), Англія (1913 та 1914, 1923 та 1924, 1991 та 1992), Франція (1997 та 1998). Найбільше великих шоломів припадає на Англію — 12. Уельс має 10 великих шоломів, Франція — 9, Шотландія — 3 й Ірландія — 2.
Перемогу однієї з домашніх націй над трьома іншими домашніми націями називають «потрійною короною». Потрійну корону двічі одна з команд вигравала 4 рази поспіль: Уельс в сезонах 1976, 1977, 1978 і 1979, та Англія в сезонах 1995, 1996, 1997 та 1998. Англія вигравала потрійну корону 23 рази, Уельс — 20, Шотландія та Ірландія — по 10. До 2006 року «потрійна корона» була символічною, а з 2006 року існує відповідний кубок.
Команда, яка зайняла останнє місце в турнірі, отримує символічну «дерев'яну ложку».
У рамках турніру розігрується ще кілька нагород. Кубок Калькутти вручається переможцю гри між Англією й Шотландією з 1879. Його назва пов'язана за тим, що він був зроблений із переплавлених індійських рупій. З 1988 переможцю гри між Англією й Ірландією вручається Кубок тисячоліття. З 2007 Франція та Італія грають за кубок Джузеппе Гарібальді, заснований на честь 200-ї річниці народження італійського національного героя, який народився в Ніцці в 1807.

## Історія
Турнір веде свою історію з 1883. Він був заснований як Турнір домашніх націй: Англії, Ірландії, Шотландії та Уельсу. Франція долучилася до нього в 1910, і турнір став називатися Турніром п'яти націй. Попри те, що Ірландія здобула незалежність, а Північна Ірландія залишилася в Сполученому Королівстві, регбійна команда представляє весь острів. У 1931 Францію вигнали з турніру в зв'язку зі звинуваченнями французьких гравців у професіоналізмі. Регбі зберігало статус любительського виду спорту до 1990-их. Після виключення Франції турнір знову став називатися Турніром домашніх націй. В 1947-му Франція повернулася, як і назва Турніру п'яти націй. З сезону 2000 року право грати в турнірі було надано збірній Італії, і турнір отримав свою теперішню назву. Збірна Італії — єдина з команд учасниць, якій ще не вдавалося виграти турнір.

## Результати

### Загальна таблиця
| Команда   | Турнірів | Виграшів |
| --------- | -------- | -------- |
| Англія    | 124      | 29       |
| Уельс     | 126      | 28       |
| Франція   | 91       | 17       |
| Шотландія | 126      | 15       |
| Ірландія  | 126      | 14       |
| Італія    | 14       | 0        |

Станом на березень 2021.